# Erik Eriksson i Spraxkya
Gös Erik Eriksson, Erik Eriksson i Spraxkya, född 8 februari 1864 i Stora Tuna församling, Kopparbergs län, död 13 februari 1939 i Stora Tuna församling, var en svensk landstingspolitiker och partiledare. Han var ordförande för Bondeförbundet från dess första partistämma (1916) till 1919. Han kom ifrån Spraxkya utanför Borlänge i Dalarna.
Eriksson var ledamot av Stora Tuna kommunfullmäktige, kyrkorådet och landstinget. Även om han var vald ordförande stod han mycket i skuggan av Carl Berglund som grundat partiet och var vald sekreterare under Erikssons korta partiledartid.
I Borlängestadsdelen Skräddarbacken, fem kilometer från Spraxkya, har Eriksson fått en väg uppkallad efter sig, Gös Eriks väg.